# Eberhard Rees
Eberhard Friedrich Michael Rees (28 avril 1908 – 2 avril 1998) était un pionnier germano-américain de l’astronautique (naturalisé citoyen des États-Unis) et le deuxième directeur du centre de vol spatial Marshall de la NASA.

## Biographie
Rees est né à Trossingen, Bade-Wurtemberg, en Allemagne. Après avoir étudié l’ingénierie à l’université de Stuttgart, il est diplômé de l’université technique de Dresde en 1934 avec une maîtrise, puis devient directeur adjoint d’une aciérie à Leipzig.
Rees arrive au centre de recherches de l’armée à Peenemünde au printemps 1939 et supervise la fabrication et l’assemblage de la fusée V2. Il est le suppléant de Wernher von Braun depuis la Seconde Guerre mondiale jusqu’au programme Apollo.
Rees fait partie du premier groupe de scientifiques de l’opération Paperclip amenés aux États-Unis par le Corps de l’armement de l’armée américaine, arrivant à Logan Field le 2 octobre 1945. Il sert d’abord au terrain d’essai d’Aberdeen de l’armée, puis à Fort Bliss en 1946 et en 1950, au Redstone Arsenal.  
En août 1957, son équipe développe le bouclier thermique ablatif.

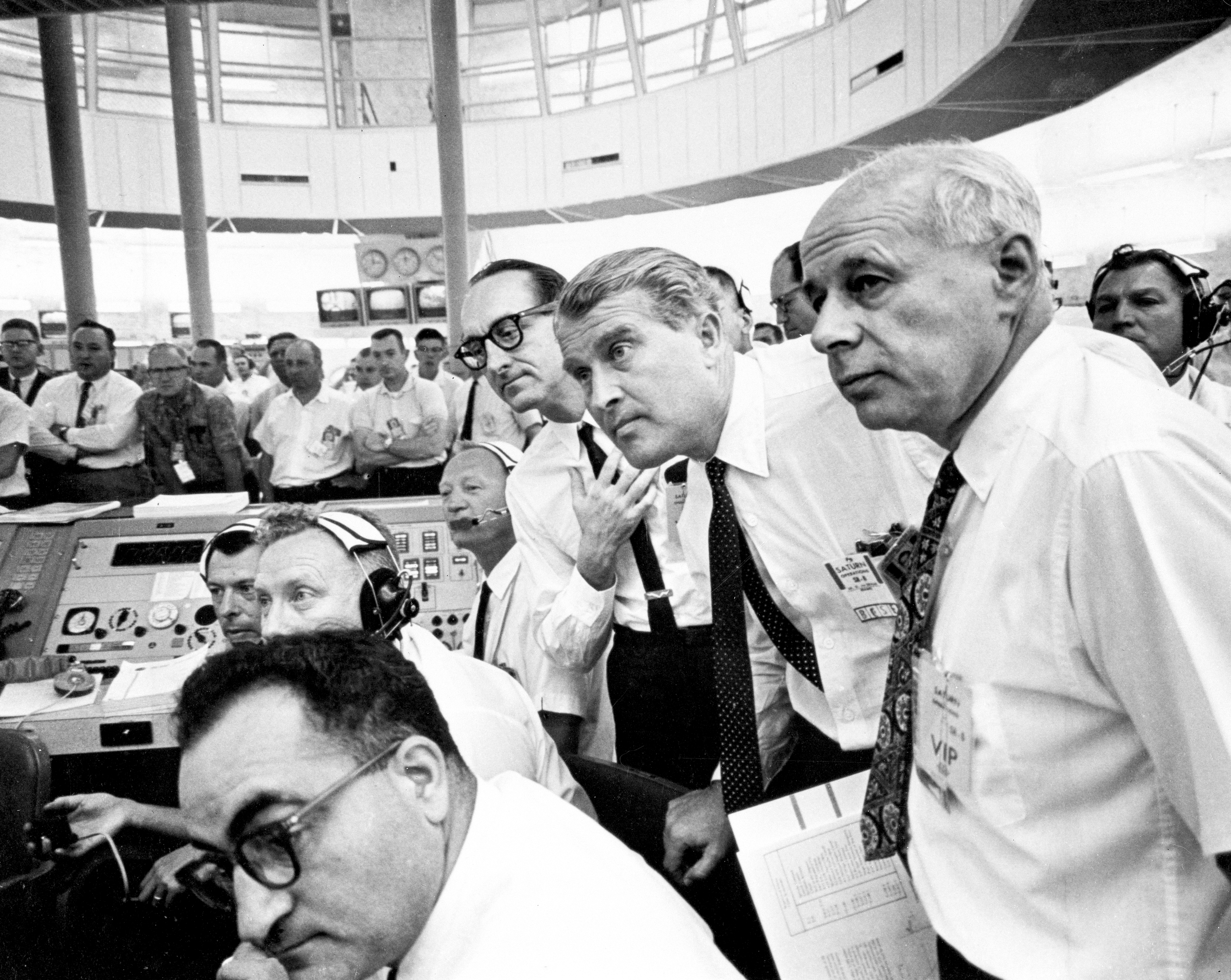
Au centre de contrôle de lancement pour le lancement SA-6 du 28 mai 1964.

Après avoir été directeur adjoint des opérations de développement à l’Army Ballistic Missile Agency, Rees devient en 1960 directeur adjoint chargé des affaires techniques et scientifiques au Centre de vol spatial Marshall, où il dirige le programme du véhicule lunaire.
Le 1er mars 1970, Rees est nommé directeur du centre de vol spatial Marshall à Huntsville, dn Alabama, succédant à von Braun, et supervise le développement et la construction de la station spatiale Skylab. Il prend sa retraite de la NASA en 1973.
Le 2 avril 1998, Rees meurt dans un hôpital de DeLand (Floride) à l’âge de 89 ans.